# 두더지 (영화)
《두더지》(ヒミズ 히미즈[*])는 후루야 미노루의 동명 만화를 원작으로 한 2011년 일본 영화이다. 감독은 《차가운 열대어》 (2010년), 《길티 오브 로맨스》 (2011년)의 소노 시온이 담당했다. 원제 《히미즈》는 일본 두더지의 종 이름이다.
제68회 베네치아 국제 영화제 경쟁 부문에 진출했으며, 출연 배우인 소메타니 쇼타와 니카이도 후미가 이 영화로 신인상에 해당하는 마르첼로 마스트로야니상을 수상했다.

## 출연
- 스미다 유이치 - 소메타니 쇼타
- 차자와 케이코 - 니카이도 후미
- 요루노 쇼조 - 와타나베 데쓰
- 마군 - 스와 다로
- 후지모토 켄키치 - 카와야 셋친
- 타무라 케이타 - 후키코시 미쓰루
- 타무라 케이코 - 가쿠라자카 메구미
- 스미다의 아빠 - 미쓰이시 겐
- 스미다의 엄마 - 와타나베 마키코
- 테츠 - 모토 후유키
- 차자와의 엄마 - 구로사와 아스카
- 차자와의 아빠 - 호리베 게이스케
- 카네코 - 덴덴
- 타니무라 - 무라카미 준
- 테루히코 - 구보즈카 요스케
- 미키 - 요시타카 유리코
- YOU - 니시지마 타카히로
- 웨이트리스 - 스즈키 안

## 제작

### 초기
소노 시온 감독은 2011년 3월 11일에 일어난 2011년 도호쿠 지방 태평양 해역 지진을 영화에 반영하기 위해 이미 완성된 영화의 대본을 다시 쓰기로 결정한다.

### 캐스팅
영화의 주연 배우는 2011년 6월 10일에 발표됐다. 아버지의 폭력에 시달리는 14세 소년인 주인공 스미다 역에 소메타니 쇼타, 부자집 소녀이자 스미다의 같은 반 친구인 자자와 역에 여배우 니카이도 후미가 기용되어 함께 주연을 맡았다.
2011년 9월 2일에는 쿠보즈카 요스케, 요시타카 유리코, 스즈키 안, 니시지마 다카히로 등 추가 캐스팅이 발표됐다. 요시타카는 소노 시온 감독의 2006년 영화 《노리코의 식탁》, AAA의 니시지마 다카히로는 2009년 영화 《러브 익스포져》에 출연한 적이 있다.

### 촬영
대부분의 영화 촬영은 2011년 5월, 이바라키현에서 이뤄졌다.

## 수상
| 연도   | 시상식                      | 부문                    | 결과 | 수상자                       |
| ------ | --------------------------- | ----------------------- | ---- | ---------------------------- |
| 2011년 | 제68회 베네치아 국제 영화제 | 마르첼로 마스트로야니상 | 수상 | 소메타니 쇼타, 니카이도 후미 |